# Vaulx-Milieu
Vaulx-Milieu este o comună în departamentul Isère din sud-estul Franței. În 2009 avea o populație de 2.348 de locuitori.

## Evoluția populației
| An        | 1975 | 1982  | 1990  | 1999  | 2006  | 2009  |
| --------- | ---- | ----- | ----- | ----- | ----- | ----- |
| Populație | 672  | 1.443 | 2.153 | 2.216 | 2.069 | 2.348 |